# Hiro, a cseregyerek
A Hiro, a cseregyerek (eredeti cím: Exchange Student Zero) 2015-ös ausztrál televíziós számítógépes animációs akciósorozat, amelyet Bruce Kane és Maurice Argiro alkotott.
Ausztráliában a Cartoon Network mutatta be 2015. szeptember 26-án. Magyar szinkronnal 2016. augusztus 1-jén jelent meg a bevezető film, a sorozat másnap, azaz 2-án debütált a Cartoon Networkön.

## Ismertető
A történet szerint Max és John véletlenül életrehív egy anime szereplőt egy népszerű kártyajátékból. Az életre hívott szereplőt Hirónak hívják, és a helyi suliba cserediákként jelentkezik be, míg rájönnek, hogyan küldjék vissza a világába.

## Szereplők
| Szereplő                   | Eredeti hang                                    | Magyar hang     |
| -------------------------- | ----------------------------------------------- | --------------- |
| Hiro                       | Rove McManus                                    | Moser Károly    |
| Max                        | Rove McManus                                    | Molnár Levente  |
| Edző                       | Rove McManus                                    | Németh Gábor    |
| John                       | Rove McManus (film) Vincent Tong (sorozat)      | Pálmai Szabolcs |
| Charity                    | Kate McLennan (film) Ashleigh Ball (sorozat)    | Pekár Adrienn   |
| Rogerson igazgató          | Scott Edgar                                     | Megyeri János   |
| Szivárványapó              | Scott Edgar                                     | Csuha Lajos     |
| Denmead                    | Peter Rowsthorn (film) Sam Vincent (sorozat)    | Fehér Tibor     |
| Avir                       | Candi Milo (film) Jacqueline Brennan (sorozat)  | Solecki Janka   |
| Barackvirág                | Marg Downey (film) Jacqueline Brennan (sorozat) | Csuha Bori      |
| Tunya őrmester             | N/A                                             | Bácskai János   |
| fényképész                 | N/A                                             | Bácskai János   |
| Hiro, az igazi cseregyerek | N/A                                             | Baráth István   |
| Leopold                    | N/A                                             | Galambos Péter  |
| Denmead klónja             | N/A                                             | Joó Gábor       |

### Magyar változat
A szinkront a Turner Broadcasting System megbízásából az SDI Media Hungary készítette.
Magyar szöveg: Gyarmati Ádám
Hangmérnök: Házi Sándor, Bederna László, Hollósi Péter, Bauer Zoltán
Vágó: Házi Sándor, Bederna László, Hollósi Péter, Wünsch Attila
Gyártásvezető:: Molnár Melinda, Németh Piroska
Szinkronrendező: Uzonyi Nóra, Bauer Eszter
Bemondó: Endrédi Máté
További magyar hangok: Ács Balázs, Galbenisz Tomasz, Nádasi Veronika, Pupos Tímea, Szabó Sipos Barnabás, Szokol Péter, Varga Rókus, Welker Gábor

## Epizódok
| Évad | Évad | Epizódok | Eredeti sugárzás     | Eredeti sugárzás   | Magyar sugárzás    | Magyar sugárzás     |
| Évad | Évad | Epizódok | Évadpremier          | Évadfinálé         | Évadpremier        | Évadfinálé          |
| ---- | ---- | -------- | -------------------- | ------------------ | ------------------ | ------------------- |
|      | Film | Film     | 2012. december 16.   | 2012. december 16. | 2016. augusztus 1. | 2016. augusztus 1.  |
|      | 1    | 13       | 2015. szeptember 26. | 2015. december 19. | 2016. augusztus 2. | 2016. augusztus 19. |

### Film
| #  | Eredeti cím           | Magyar cím | Író                                          | Eredeti bemutató   | Magyar bemutató    |
| -- | --------------------- | ---------- | -------------------------------------------- | ------------------ | ------------------ |
| 0. | Exchange Student Zero |            | Bruce Kane, Shayne Armstrong és Shane Krause | 2012. december 16. | 2016. augusztus 1. |

### Első évad
| #   | Eredeti cím            | Magyar cím                | Író                                    | Eredeti bemutató     | Magyar bemutató     |
| --- | ---------------------- | ------------------------- | -------------------------------------- | -------------------- | ------------------- |
| 1.  | Good Old Bad Old Days  | A régi szép rossz idők    | Shayne Armstrong és S.P. Krause        | 2015. szeptember 26. | 2016. augusztus 2.  |
| 2.  | Denmead For Denmead    | Zsák a foltját            | Bruce Kane                             | 2015. október 3.     | 2016. augusztus 3.  |
| 3.  | School Photo           | Az évfolyamfotó           | David Witt                             | 2015. október 10.    | 2016. augusztus 4.  |
| 4.  | Reign of Error         | Hirói szigor              | Scott Edgar                            | 2015. október 17.    | 2016. augusztus 5.  |
| 5.  | His Life As A Dog      | Kutyaélet                 | Bruce Kane és Scott Edgar              | 2015. október 24.    | 2016. augusztus 12. |
| 6.  | Prince Harming         | Az ördögi dalia           | Shayne Armstrong és S.P. Krause        | 2015. október 31.    | 2016. augusztus 17. |
| 7.  | See Ya Later Gladiator | Cirkusz Maximusz          | Shayne Armstrong és S.P. Krause        | 2015. november 7.    | 2016. augusztus 15. |
| 8.  | Amonsun Under Fire     | Amonsun besokall          | Tony Wilson és Scott Edga              | 2015. november 14.   | 2016. augusztus 8.  |
| 9.  | Sweet Potato           | Krumpliszirom             | Tony Wilson és Scott Edga              | 2015. november 21.   | 2016. augusztus 9.  |
| 10. | I'll Take the Couch    | Családlátogatóban         | David Witt                             | 2015. november 28.   | 2016. augusztus 10. |
| 11. | Mystic Skater          | A deszkás idegen          | Bruce Kane és Scott Edgar              | 2015. december 5.    | 2016. augusztus 19. |
| 12. | Dad to the Bone        | Apa csak egy van          | Shayne Armstrong és S.P. Krause        | 2015. december 12.   | 2016. augusztus 11. |
| 13. | Dead Cute              | Valentin-napi bonyodalmak | Bruce Kane, Tony Wilson, és David Witt | 2015. december 19.   | 2016. augusztus 18. |